# Atletiek op de Olympische Zomerspelen 2020 – Kogelstoten mannen
Het kogelstoten voor mannen  op de Olympische Zomerspelen 2020 vond plaats op dinsdag 3 en donderdag 5 augustus 2021 in het  Olympisch Stadion van Tokio. 

## Records
Voorafgaand aan het toernooi waren dit het wereldrecord en het olympisch record.
| Wereldrecord     | Ryan Crouser | 23,37 m | Eugene         | 18 juni 2021     |
| Olympisch record | Ryan Crouser | 22,52 m | Rio de Janeiro | 18 augustus 2016 |

## Resultaten

### Kwalificatieronde
Kwalificatieregels: behalen van de kwalificatiestandaard van 21,20 (Q), of deel uitmaken van de 12 bestpresterende atleten. 
| Rang | Groep | Naam                   | Land | 1     | 2     | 3     | Afstand | Bijz. |
| ---- | ----- | ---------------------- | ---- | ----- | ----- | ----- | ------- | ----- |
| 1    | B     | Ryan Crouser           | USA  | 22,05 | —     | —     | 22,05   | Q     |
| 2    | A     | Tom Walsh              | NZL  | x     | 20,38 | 21,49 | 21,49   | Q     |
| 3    | B     | Mesud Pezer            | BIH  | 20,41 | 21,33 | —     | 21,33   | Q     |
| 4    | A     | Darlan Romani          | BRA  | 21,00 | 21,31 | —     | 21,31   | Q     |
| 5    | B     | Zane Weir              | ITA  | 20,84 | 21,25 | —     | 21,25   | Q, PB |
| 6    | A     | Mostafa Amr Hassan     | EGY  | x     | 20,65 | 21,23 | 21,23   | Q, SB |
| 7    | B     | Chukwuebuka Enekwechi  | NGR  | 20,53 | 21,16 | 20,95 | 21,16   | q     |
| 8    | B     | Kyle Blignaut          | RSA  | 20,30 | 20,97 | 20,56 | 20,97   | q     |
| 9    | B     | Jacko Gill             | NZL  | 20,65 | 20,52 | 20,96 | 20,96   | q     |
| 10   | A     | Armin Sinančević       | SRB  | 20,50 | 20,96 | x     | 20,96   | q     |
| 11   | A     | Joe Kovacs             | USA  | 20,81 | 20,93 | 20,81 | 20,93   | q     |
| 12   | A     | Payton Otterdahl       | USA  | 19,56 | 20,28 | 20,90 | 20,90   | q     |
| 13   | B     | Michał Haratyk         | POL  | 20,58 | 20,86 | 20,72 | 20,86   |       |
| 14   | B     | Leonardo Fabbri        | ITA  | 19,42 | 20,80 | x     | 20,80   |       |
| 15   | B     | Filip Mihaljević       | CRO  | x     | 20,09 | 20,67 | 20,67   |       |
| 16   | A     | Francisco Belo         | POR  | x     | 20,58 | 20,24 | 20,58   |       |
| 17   | A     | Tomáš Staněk           | CZE  | 20,23 | 20,47 | 19,78 | 20,47   |       |
| 18   | B     | Scott Lincoln          | GBR  | 20,42 | 19,60 | x     | 20,42   |       |
| 19   | A     | Jason van Rooyen       | RSA  | 18,92 | 20,06 | 20,29 | 20,29   |       |
| 20   | A     | Nick Ponzio            | ITA  | x     | 20,28 | x     | 20,28   |       |
| 21   | B     | Bob Bertemes           | LUX  | 20,14 | x     | 20,16 | 20,16   |       |
| 22   | A     | Abdelrahman Mahmoud    | BRN  | 18,95 | 20,14 | 19,93 | 20,14   |       |
| 23   | A     | Konrad Bukowiecki      | POL  | 20,01 | x     | 19,44 | 20,01   |       |
| 24   | A     | Tajinderpal Singh Toor | IND  | 19,99 | x     | x     | 19,99   |       |
| 25   | B     | Mohamed Magdi Hamza    | EGY  | 19,33 | x     | 19,82 | 19,82   |       |
| 26   | A     | Andrei Toader          | ROU  | 19,81 | x     | 19,41 | 19,81   |       |
| 27   | A     | Giorgi Mujaridze       | GEO  | 18,71 | 19,76 | 19,55 | 19,76   |       |
| 28   | B     | Wictor Petersson       | SWE  | 19,64 | x     | 19,73 | 19,73   |       |
| 29   | B     | Asmir Kolašinac        | SRB  | x     | 19,68 | x     | 19,68   |       |
| 30   | B     | Ihor Musiyenko         | UKR  | 19,07 | 19,42 | 19,56 | 19,56   |       |
| 31   | A     | Tim Nedow              | CAN  | x     | 19,27 | 19,42 | 19,42   |       |

### Finale
| Rang   | Order | Naam                  | Land | 1     | 2     | 3     | 4             | 5             | 6             | Afstand | Bijz. |
| ------ | ----- | --------------------- | ---- | ----- | ----- | ----- | ------------- | ------------- | ------------- | ------- | ----- |
| Goud   | 7     | Ryan Crouser          | USA  | 22,83 | 22,93 | 22,86 | 22,74         | 22,58         | 23,30         | 23,30   | OR    |
| Zilver | 11    | Joe Kovacs            | USA  | 22,19 | 20,95 | 21,95 | 22,65         | 22,29         | 22,60         | 22,65   |       |
| Brons  | 4     | Tom Walsh             | NZL  | 21,09 | 22,17 | x     | 21,37         | 22,18         | 22,47         | 22,47   | SB    |
| 4      | 10    | Darlan Romani         | BRA  | 21,88 | 21,22 | 20,96 | x             | x             | 20,70         | 21,88   | SB    |
| 5      | 3     | Zane Weir             | ITA  | 20,85 | 20,25 | 20,68 | 21,40         | 21,41         | x             | 21,41   | PB    |
| 6      | 9     | Kyle Blignaut         | RSA  | 20,29 | x     | 21,00 | 20,96         | 20,46         | x             | 21,00   |       |
| 7      | 8     | Armin Sinančević      | SRB  | 20,89 | x     | x     | 20,44         | x             | x             | 20,89   |       |
| 8      | 6     | Mostafa Amr Hassan    | EGY  | 20,51 | 20,73 | x     | x             | 20,63         | 20,73         | 20,73   |       |
| 9      | 12    | Jacko Gill            | NZL  | x     | 20,71 | 20,71 | Uitgeschakeld | Uitgeschakeld | Uitgeschakeld | 20,71   |       |
| 10     | 5     | Payton Otterdahl      | USA  | 20,32 | x     | x     | Uitgeschakeld | Uitgeschakeld | Uitgeschakeld | 20,32   |       |
| 11     | 1     | Mesud Pezer           | BIH  | x     | x     | 20,08 | Uitgeschakeld | Uitgeschakeld | Uitgeschakeld | 20,08   |       |
| 12     | 2     | Chukwuebuka Enekwechi | NGR  | x     | 18,87 | 19,74 | Uitgeschakeld | Uitgeschakeld | Uitgeschakeld | 19,74   |       |

1896: Bob Garrett ·
1900: Richard Sheldon ·
1904: Ralph Rose ·
1906: Martin Sheridan ·
1908: Ralph Rose ·
1912: Pat McDonald ·
1920: Ville Pörhölä ·
1924: Bud Houser ·
1928: John Kuck ·
1932: Leo Sexton ·
1936: Hans Woellke ·
1948: Wilbur Thompson ·
1952: Parry O'Brien ·
1956: Parry O'Brien ·
1960: Bill Nieder ·
1964: Dallas Long ·
1968: Randy Matson ·
1972: Władysław Komar ·
1976: Udo Beyer ·
1980: Vladimir Kiseljov ·
1984: Alessandro Andrei ·
1988: Ulf Timmermann ·
1992: Mike Stulce ·
1996: Randy Barnes ·
2000: Arsi Harju ·
2004: Adam Nelson ·
2008: Tomasz Majewski ·
2012: Tomasz Majewski ·
2016: Ryan Crouser ·
2020: Ryan Crouser ·
2024: Ryan Crouser